# غلاديشية قزوينية
غلاديشية قزوينية (الاسم العلمي:Gleditsia caspia) هي نوع نباتي يتبع جنس الغلاديشية من فصيلة البقولية.